# Luis de Arce y Parga
Luis de Arce y Parga  (Lugo, 17 de noviembre de 1851 - Chantada, 31 de agosto de 1900) fue un político lucense durante el Reinado de Alfonso XII y la Regencia de María Cristina de Habsburgo.

## Biografía
Luis de Arce y Parga, rico terrateniente descendiente de una de las más destacadas familias hidalgas lucenses oriunda de la comarca de Chantada -los Arce Calderón de la Barca del Pazo do Piñeiro (Chantada, Lugo)-, fue el último dueño de este pazo que lo utilizó como residencia ocasional. Hijo del brigadier Carlos Luis de Arce y Burriel, último mayorazgo del Pazo do Piñeiro, y de Jacoba María de Parga y González de León, y nieto de José María de Arce Calderón de la Barca, y de Antonio María de Parga y Puga, señor del Pazo de Santo Tomé de Vilacoba (Betanzos, La Coruña), Luis de Arce estudió Derecho en la Universidad de Santiago de Compostela pero nunca ejerció como letrado.
Destacado miembro lucense del partido Liberal-Conservador durante la época de la Restauración, ocupó la Alcaldía Constitucional de Chantada en diversas ocasiones (1876-1883 y 1890-1891), y militó en la familia política de Pedro Pastor Maseda y Vázquez de Parga y del general Benigno Álvarez Bugallal. Entre 1891 y 1895, fue diputado provincial por el distriito de Chantada representando al partido Liberal-Conservador. En ese periodo, en el bienio 1891-1893, fue designado para la Vicepresidencia de la Comisión Provincial y de la Diputación Provincial de Lugo.
Importante activista de la facción silvelista del partido Liberal-Conservador, retomó la actividad política cuando Silvela impuso su liderazgo en el partido tras el asesinato de Antonio Cánovas del Castillo en 1897.  En 1900, siendo ya Silvela Presidente del Consejo de Ministros, fue indicado para ocupar el Gobierno Civil de la provincia de Lugo, pero su inesperada y repentina muerte, el 31 de agosto en el Pazo do Piñeiro, frustró el proseguimiento de su carrera política.
Luis de Arce casó en primeras nupcias con Adriana Vázquez y López de Miranda y, tras su fallecimiento, volvió a casar en 1886 con Balbina Campo Fernández; de esta segunda unión nacerían 10 hijos.
Luis de Arce y Parga era primo del lingüista y escritor Juan Antonio Saco y Arce.